# Castagneto Carducci
Castagneto Carducci là một đô thị ở tỉnh Livorno ở vùng Toscana, có khoảng cách khoảng 90 km về phía tây nam của Firenze và khoảng 50 km về phía đông nam của Livorno. Tại thời điểm ngày 31 tháng 12 năm 2004, đô thị này có dân số 8.536 người và diện tích là 142,6 km².
Đô thị Castagneto Carducci có các frazione (đơn vị cấp dưới) Donoratico (Marina di Castagneto).
Castagneto Carducci giáp các đô thị: Bibbona, Monteverdi Marittimo, San Vincenzo, Sassetta, Suvereto.